# D.A.R.K.
D.A.R.K. (до 2016 — Jetlag NYC) — супергурт, що виконує альтернативний рок, створений на початку 2009 колишнім басистом групи The Smiths Енді Рурком та діджеєм Оле Коретскі (англ. Olé Koretsky) у Нью-Йорку. У квітні 2014 до гурту приєдналася ірландська вокалістка рок-групи The Cranberries Долорес О'Ріордан і колектив розпочав запис нового матеріалу.

## Члени груту
- Долорес О'Ріордан — фронтмен, вокалістка
- Енді Рурк — бас
- Оле Коретскі — вокал

## Дискографія

### Студійні альбоми
- Science Agrees (2016)[3]